# Museu Histórico de Dourados
Museu Histórico de Dourados é um museu brasileiro localizado na cidade de Dourados, no Mato Grosso do Sul.

## História
O museu foi criado em 1977 e reinaugurado em 20 de dezembro de 2002, foi desativado em 2013. O museu estava localizado na rua João Rosa Góes, antiga sede da prefeitura de Dourados.
O acervo do museu conta com documentos da época da colonização de Dourados, fotografias e objetos pessoais de pioneiros, como Marcelino Pires, moedas, móveis antigos, indumentárias, livros, revistas, além de um acervo indígena.
Atualmente o museu está localizado na Estação Rodoviária de Dourados, na Avenida Marcelino Pires. Em 2016 foi criada uma nova ala desse museu chamada história indígena de Dourados.